# Міста Маршаллових Островів

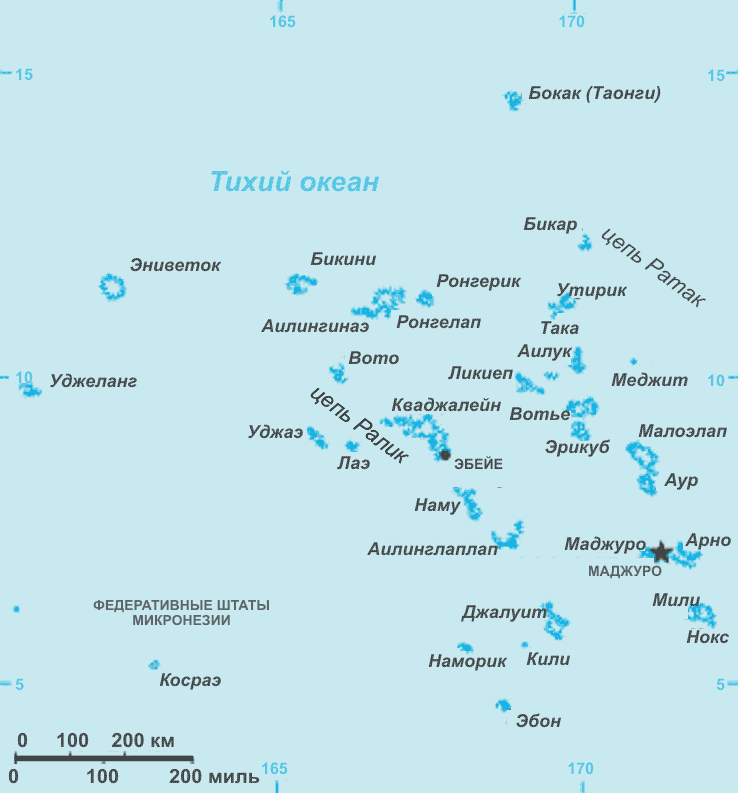
Карта Маршаллових островів

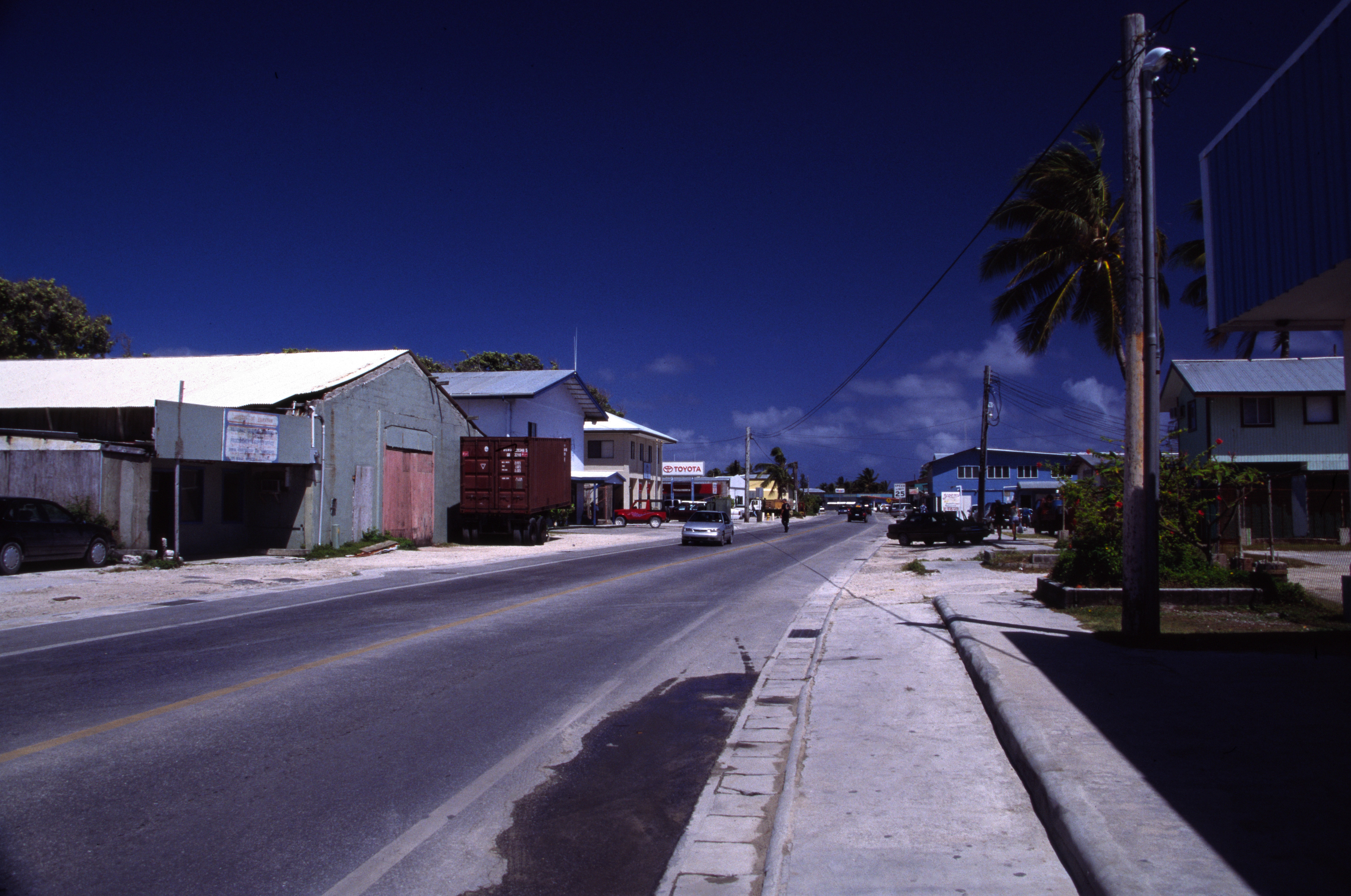
Головна вулиця столиці Маршаллових Островів, Маджуро

Список міст Маршаллових Островів включає усі населені пункти країни з населенням понад 1000 жителів.
| Міста Маршаллових Островів | Міста Маршаллових Островів | Міста Маршаллових Островів | Міста Маршаллових Островів |
| №                          | Місто                      | Населення                  |                            |
| №                          | Місто                      | Перепис 1999               |                            |
| -------------------------- | -------------------------- | -------------------------- | -------------------------- |
| 1                          | Маджуро                    | 23,676                     |                            |
| 2                          | Кваджалейн                 | 10,902                     |                            |
| 3                          | Арно                       | 19,515                     |                            |
| 4                          | Аілінглаплап               | 1,959                      |                            |
| 5                          | Джалуіт                    | 1,669                      |                            |
| 6                          | Мілі                       | 1,032                      |                            |